# Helina pruinosicollis
Helina pruinosicollis este o specie de muște din genul Helina, familia Muscidae, descrisă de Fritz Isidore van Emden în anul 1951. Conform Catalogue of Life specia Helina pruinosicollis nu are subspecii cunoscute.